# Турки в Туркменистане
Турки в Туркменистане (тур. Türkmenistan'daki Türkler) — турки, проживающие на территории Туркменистана. Являются либо турками, проживающими в Туркменистане, хотя и родившимися за его пределами (как правило, турками-ахыска), либо уроженцами Туркменистана, но имеющими турецкие корни (имеется в виду корни, ведущие к Турции или к соседним странам, когда-то входившим в Османскую империю, в которых до сих пор проживает население, говорящее на турецком языке или претендующее на турецкую идентичность или культурное наследие).

## Численность
Согласно туркменской переписи 2012 года, в Туркменистане проживало 13 000 турок. Наибольшее количество турок было зафиксировано в столице Ашхабаде, где их насчитывалось 10 500 человек.

## Турецкие школы
Благодаря общим этническим, языковым, религиозным, культурным и историческим связям турецкого и туркменского народов турецкая община в Туркменистане хорошо интегрирована. В Туркменистане действуют 1 средняя школа, 1 начальная школа, 1 Центр обучения турецкому языку и 1 Центр профессионального обучения в Ашхабаде при Министерстве национального образования Турции.